# Dendrobium lasianthera
Dendrobium lasianthera är en orkidéart som beskrevs av Johannes Jacobus Smith. Dendrobium lasianthera ingår i släktet Dendrobium, och familjen orkidéer. Inga underarter finns listade i Catalogue of Life.